# Historia pierwiastków chemicznych
Historia pierwiastków chemicznych – dzieje zmian chemicznego składu „zwykłej materii”, od ery promieniowania (jądra wodoru i helu) do współczesnego Wszechświata – z dzisiejszym zróżnicowaniem gęstości materii oraz zawartości poszczególnych pierwiastków chemicznych.

## Współczesna teoria budowy pierwiastków chemicznych
Od lat 70. XX wieku za cząstki elementarne uznaje się 12 rodzajów fermionów (6 kwarków i 6 leptonów) oraz 12 bozonów cechowania, przenoszących oddziaływania. Jest to oparte na teorii Wielkiego Wybuchu i Modelu standardowym ewoluującego Wszechświata. Zgodnie z tymi teoriami elementy struktury pierwszych atomów zaczęły powstawać w plazmie kwarkowo-gluonowej po jej ochłodzeniu do temperatury 3·1012 K, gdy od Wielkiego Wybuchu minęło 10−5 sekundy. Była już wtedy zakończona anihilacja, zachodząca w wyniku licznych zderzeń cząstek z antycząstkami, po której pozostał nadmiar cząstek, przede wszystkim protony (jądra atomów wodoru, do dzisiaj dominującego we Wszechświecie) i neutrony. Wiązanie protonów z neutronami prowadziło do powstania jąder helu. Jądra innych znanych pierwiastków powstawały z tych samych nukleonów w kolejnych erach ewolucji Wszechświata – niemal wszystkie dopiero po powstaniu gwiazd, w wyniku reakcji termojądrowych („spalanie” w gwiazdach) oraz w czasie wybuchów supernowych.

Pierwiastki chemiczne to zbiory wszystkich atomów z jednakową liczbą (Z) protonów w jądrach, które są otoczone chmurą Z elektronów. W układzie okresowym uporządkowano je według Z.
Częstość występowania pierwiastków we Wszechświecie jest bardzo zróżnicowana. Pierwiastkiem dominującym jest wodór, a ilość głównych pierwiastków Ziemi – tlenu i krzemu – jest tysiące razy mniejsza.
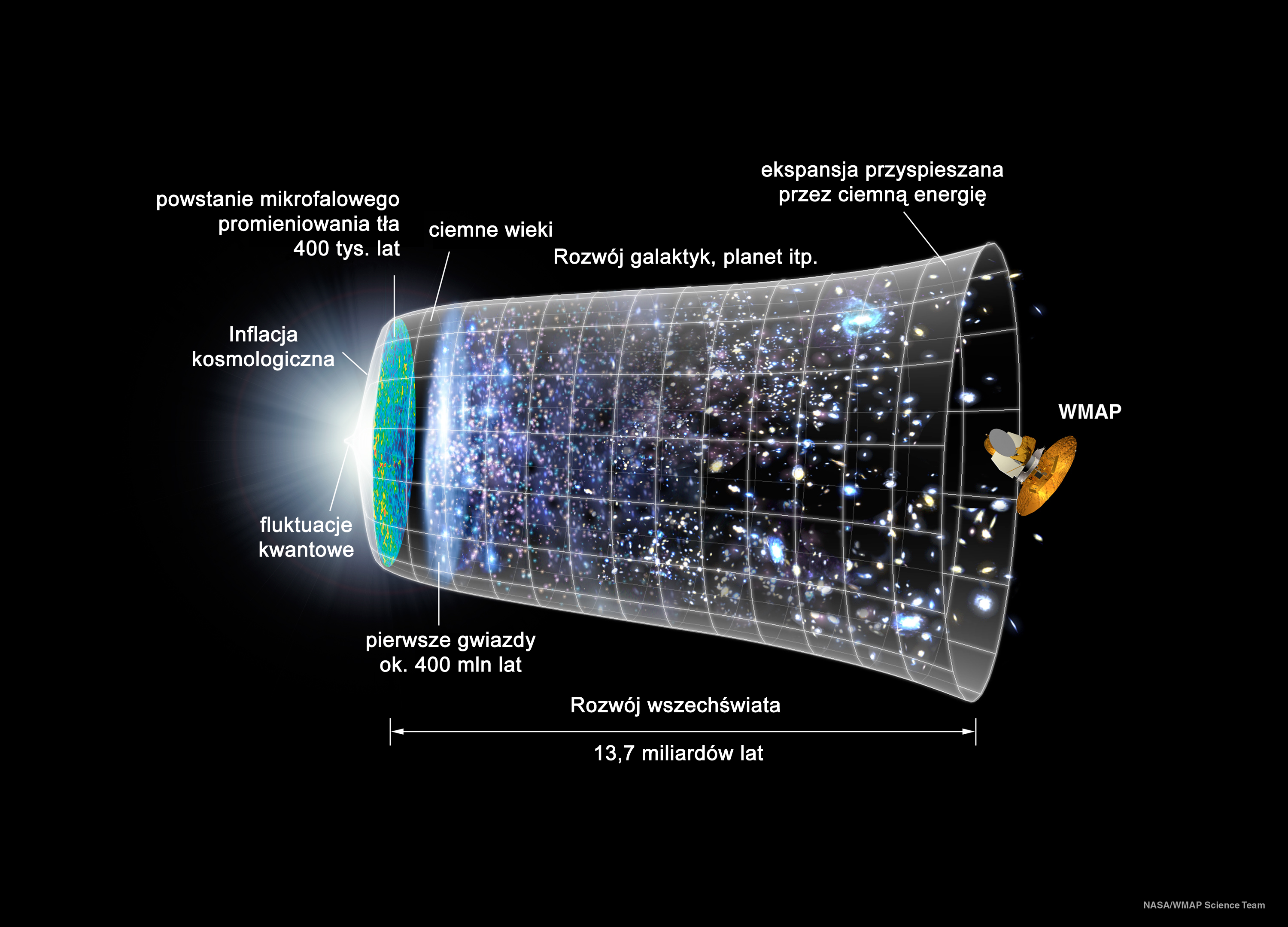
Historię pierwiastków wyjaśnia model standardowy – model kosmologiczny ewoluującego Wszechświata, opisujący jego budowę z 12 fermionów oraz 12 bozonów cechowania, przenośników oddziaływań.

Budowa protonu
2 u + d → p

## Model i etapy ewolucji Wszechświata
W trwającym ok. 13,8 mld lat okresie ewolucji struktury Wszechświata – powstawania galaktyk, ich gromad, supergromad, wielkich ścian (np. Wielka Ściana, Wielka Ściana Sloan) – wyróżnia się m.in. następujące wydarzenia, zachodzące w kolejnych dekadach kosmologicznych:
Era pierwotna
η = −12,5 – kwarki wiążą się w hadrony (era promieniowania),
η = −6 – powstanie jąder pierwszych lekkich pierwiastków (nukleosynteza),
η = 4 – początek dominacji energii materii nad promieniowaniem,
η = 5,5 – elektrony i protony tworzą atomy (rekombinacja),
Era gwiazdowa
η = 6 – koniec Wieków Ciemnych, powstanie pierwszych gwiazd, czyli początek:
– produkcji pierwiastków cięższych od He w reakcjach termojądrowych,
– ewolucji gwiazd, prowadzącej m.in. do wybuchów supernowych i syntez pierwiastków cięższych od Fe,
η = 9 – powstanie Drogi Mlecznej,
η = 9,5 – powstanie Układu Słonecznego.
Poza powstawaniem materii zbudowanej z atomów we Wszechświecie istnieją liczne inne elementy struktury o różnej wielkości, zbudowane z różnych rodzajów cząstek elementarnych i powstające w rozmaitych warunkach (np. gwiazdy neutronowe, czarne dziury, ciemna materia) – materia, która jest przedmiotem zainteresowania fizyków i kosmologów, nie przypominająca materii zwykłej, jaką zajmują się chemicy.

## Powstawanie zwykłej materii

Nukleosynteza (przykłady)

Nukleosynteza. Przykład syntezy jądra helu w cyklu p-p (proton – proton).

Atom helu w stanie podstawowym. Jądro atomowe (rozmiar ok. 1 fm) jest otoczone chmurą elektronową (2 elektrony na orbitalu s).

W historii „zwykłej materii” (ang. Ordinary Matter), zbudowanej z atomów pierwiastków wymienionych w układzie okresowym, wyróżnia się trzy podstawowe rodzaje procesów:
- powstawanie jąder najlżejszych pierwiastków, głównie o liczbach atomowych Z ≤ 3, oraz ich atomów i cząsteczek w przestrzeni kosmicznej (powstawanie obłoków molekularnych),
- synteza jąder pierwiastków o liczbach atomowych 4 ≤ Z ≤ 26 (od Be do Fe) we wnętrzu gwiazd, które powstają z molekularnych obłoków gazowych, a w kolejnych etapach ewolucji Wszechświata – z obłoków gazowo-pyłowych,
- powstawanie pierwiastków cięższych od żelaza (26 < Z ≤?) w krótkich epizodach wybuchów supernowych, kończących ewolucję gwiazd masywnych.

### Powstanie jąder atomów oZ≤ 3

Energia wiązania nukleonów w jądrze (Fe jako granica możliwości syntezy termojądrowej).

Składniki wszystkich jąder, protony i neutrony, powstały w wyniku połączenia tzw. oddziaływaniami silnymi dwóch kwarków, – „górnego” (u, ładunek elektryczny +⅔) i „dolnego” (d, ładunek −⅓):
– proton – dwa kwarki górne i jeden dolny (uud, +⅔ +⅔ −⅓ = +1)
– neutron – jeden kwark górny i dwa dolne (udd, +⅔ −⅓ −⅓ = 0)
W młodym, gorącym Wszechświecie z wymienionych nukleonów (początkowo występujących w jednakowych ilościach) powstały jądra najlżejszych pierwiastków, niemal wyłącznie deuteru, trytu, helu i litu oraz niewielkich ilości berylu i boru. Powstające złożone jądra były rozbijane przez liczne wówczas wysokoenergetyczne fotony. Jądra deuteru stały się trwałe po upływie ok. 4 minut od Wielkiego Wybuchu, gdy temperatura wynosiła ok. 109 K. W tym okresie udziały n i p nie były już jednakowe, ponieważ część neutronów rozpadła się z utworzeniem protonów, których udział osiągnął 87%. W wyniku wzajemnych zderzeń deuteronów powstawały cząstki trójnukleonowe – jądra trytu i helu-3. Produktem przyłączenia kolejnego nukleonu były jądra He-4 (cząstki α) i niewielkie ilości jąder litu. Po nagromadzeniu się cząstek alfa Wszechświat był już zbyt zimny, aby mogło dochodzić do kolejnych syntez. Po zakończeniu tego etapu rozwoju Wszechświata 74% nukleonów było w jądrach wodoru (protonów) i ok. 26% w jądrach helu-4, a obfitości jąder deuteru, helu-3 i litu wynosiły, odpowiednio: 10−4, 10−5 i 10−10. Proporcje te są zgodne z proporcjami atomów, powstających z jąder w wyniku rekombinacji z elektronami, obserwowanymi współcześnie w przestrzeniach międzygwiazdowych, w których nie powstawały gwiazdy (potwierdza to słuszność Modelu standardowego). Jądra pierwiastków cięższych powstały w wyniku syntez termojądrowych wewnątrz gwiazd, rozpoczynających się od zderzeń protonów (cykl p–p) i innych reakcji, przypominających okres pierwotnej nukleosyntezy.

### Powstanie jąder atomów o 4 ≤Z≤ 26
Rozpoczęcie syntez jąder pierwiastków cięższych od helu, zwanych w kosmologicznym żargonie „metalami”, poprzedzają długotrwałe procesy różnicowania się gęstości materii – powstawanie obłoków molekularnego wodoru, a następnie ich zapadanie grawitacyjne w kierunku centrum (zobacz: niestabilność Jeansa). Zależnie od masy zapadającego się obłoku w jego centrum powstawał brązowy karzeł (np. Gl229B, krążący wokół Gl229 w konsteacji Zająca) lub gwiazda o różnej wielkości. Z chwilą powstania pierwszych gwiazd (nazywanych gwiazdami III populacji) – rozpoczęcia termojądrowych syntez „metali” – skończyły się Wieki Ciemne, trwające ok. 500 mln lat. Gwiazdy tej najstarszej populacji obecnie nie istnieją. Najstarszą ze znanych gwiazd jest HE0107-5240 – gwiazda o najmniejszej metaliczności (mała, a więc długowieczna).
W początkowym okresie życia gwiazd dominują jądrowe reakcje „spalania” wodoru, prowadzące do powstawania helu-4 (zobacz – cykl protonowy, cykl CNO). Reakcje zachodzące w kolejnych etapach ewolucji gwiazdy zależą przede wszystkim od jej masy, decydującej o temperaturze i ciśnieniu w centrum. Gromadzące się tam jądra helu mogą ulegać dalszym syntezom, jeżeli temperatura jest dostatecznie wysoka.
W różnych warstwach bardzo dużych gwiazd mogą zachodzić reakcje „spalania” helu, węgla, tlenu, krzemu:
- 108 K – reakcja „trzy alfa”, „spalanie” helu, powstawanie jąder węgla, a obok nich (w wyższych temperaturach) również jąder tlenu, neonu, magnezu i krzemu,
- 6·108 K – reakcje „spalania” węgla (w gwiazdach o masie > 8 mas Słońca), powstawanie jąder magnezu, sodu i neonu,
- 109 K – reakcje „spalania” tlenu, powstawanie jąder siarki, fosforu i krzemu,
- 3·109 K – reakcje „spalania” krzemu (ostatnia reakcja przed wybuchem supernowej), powstawanie jonów żelaza.

Historię ewolucji gwiazd o różnej początkowej wielkości ilustruje diagram Hertzsprunga-Russella, z którego można odczytać m.in. przewidywaną historię Słońca i podobnych gwiazd, należących do tzw. ciągu głównego. W tej fazie ewolucji, zajmującej zwykle 70–90% czasu życia gwiazd, w ich centrum zachodzi „spalanie” wodoru (rośnie zawartość helu). Gdy jądro gwiazdy przekształci się w hel, dalszy wzrost masy następuje wskutek „spalania” wodoru w warstwie jego otoczenia, początkowo powoli, a następnie – gdy masa jądra osiągnie ok. 10% całej masy – coraz szybciej. Jądro zaczyna się kurczyć (co wiąże się ze wzrostem temperatury), a jego otoczka rośnie – gwiazda przesuwa się wtedy na tzw. gałąź czerwonych olbrzymów. Na gałąź czerwonych nadolbrzymów przemieszczają się te czerwone olbrzymy, w których temperatura jądra gwiazdy przekracza 108 K i jądra helu przekształcają się w jądra węgla i tlenu. Z zewnętrznych warstw jądra uwalniana jest część materii, która ulega jonizacji pod wpływem promieniowania gwiazdy (jest obserwowana z Ziemi jako efektowna mgławica planetarna). Pozostałością po wypalonej gwieździe jest biały karzeł (jądro wypalonej gwiazdy, pozbawione całej otoczki). Staje się on czarnym karłem po ochłodzeniu do 4000 K.
W przypadku gwiazd wielokrotnie większych od Słońca w jądrze jest osiągana wyższa temperatura i zachodzą syntezy cięższych jąder, do żelaza włącznie. Dalsza synteza termojądrowa nie zachodzi – energia wiązania kolejnych neutronów jest coraz mniejsza. Ustanie syntez prowadzi do wybuchu supernowej.

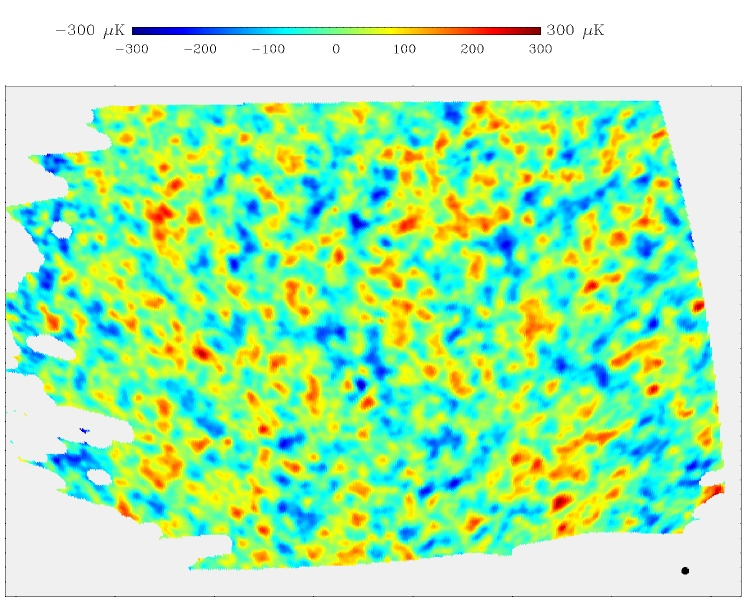
Mikrofalowe promieniowanie tła – potwierdzenie pierwotnej anizotropii (zobacz: satelita WMAP), która spowodowała późniejsze zróżnicowanie gęstości Wszechświata[21].
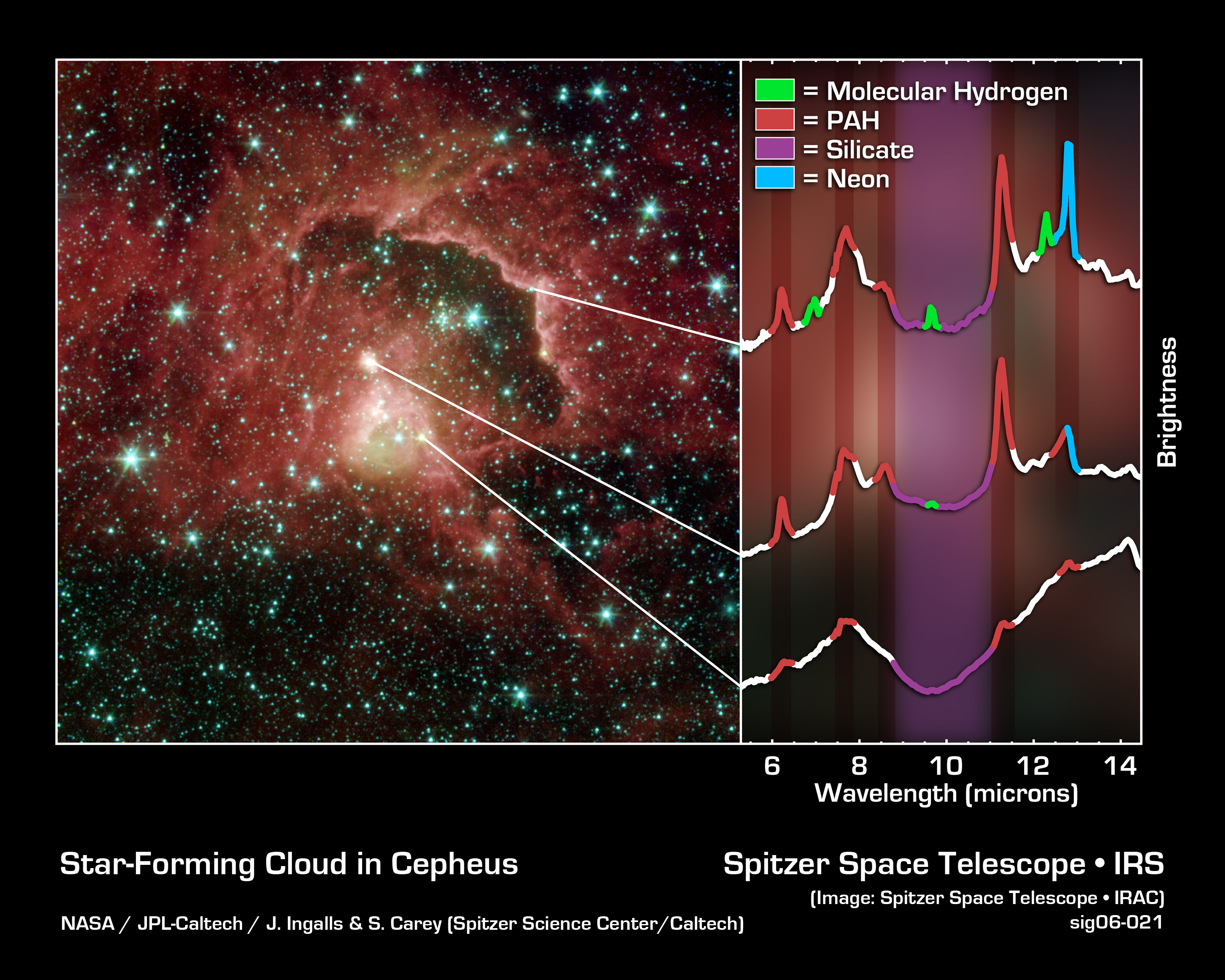
Obłok molekularny Cepheus B w Gwiazdozbiorze Cefeusza, miejsce powstawania gwiazd[22].
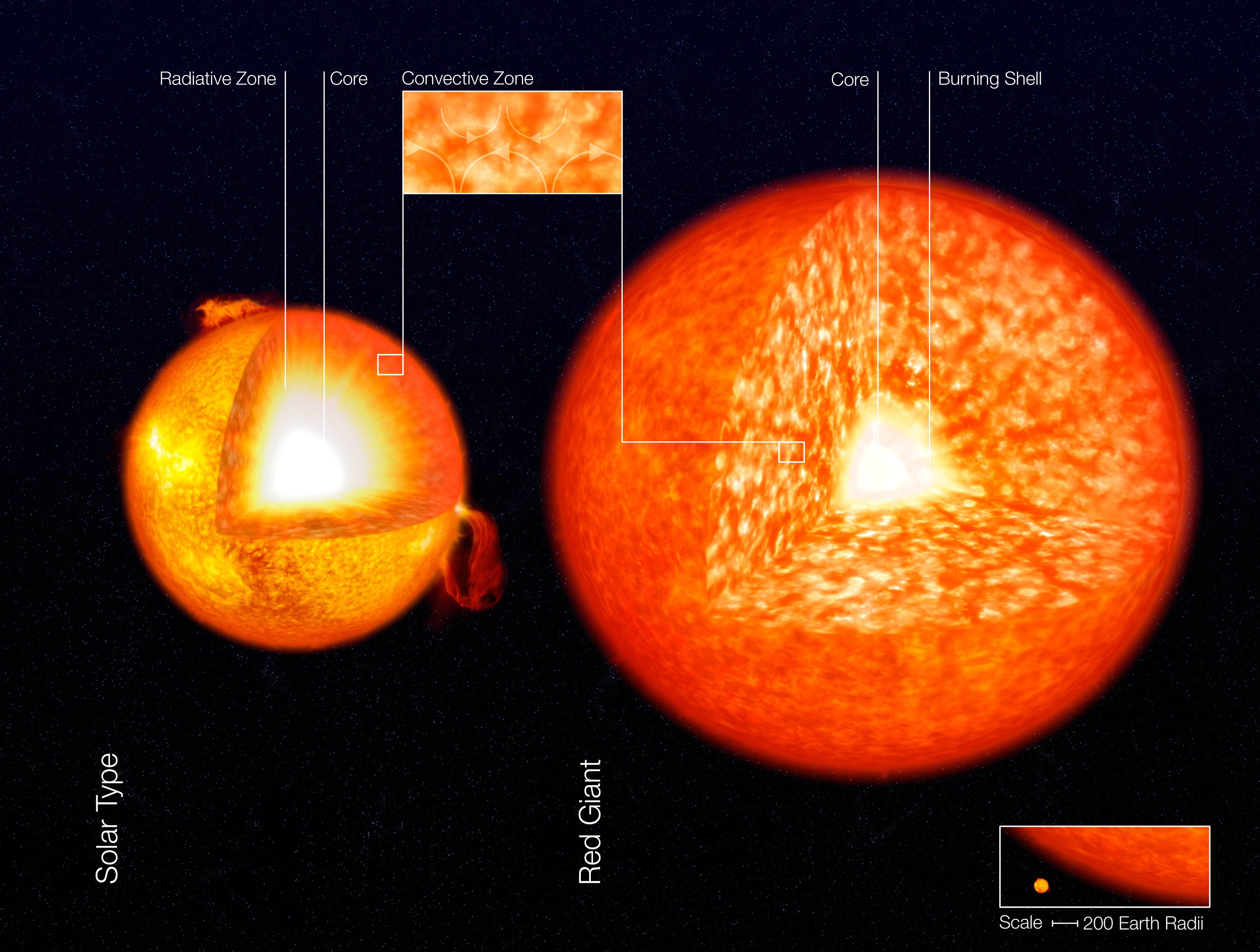
Słońce jest gwiazdą ciągu głównego, w której zachodzi głównie „spalanie” wodoru według cyklu protonowego.
Schemat powstawania czerwonego olbrzyma[19].
Schemat powstawania czerwonego nadolbrzyma[19].
Schemat budowy masywnej gwiazdy w chwili wyczerpania paliwa jądrowego (przed wybuchem supernowej).

### Powstanie atomów oZ≥ 26

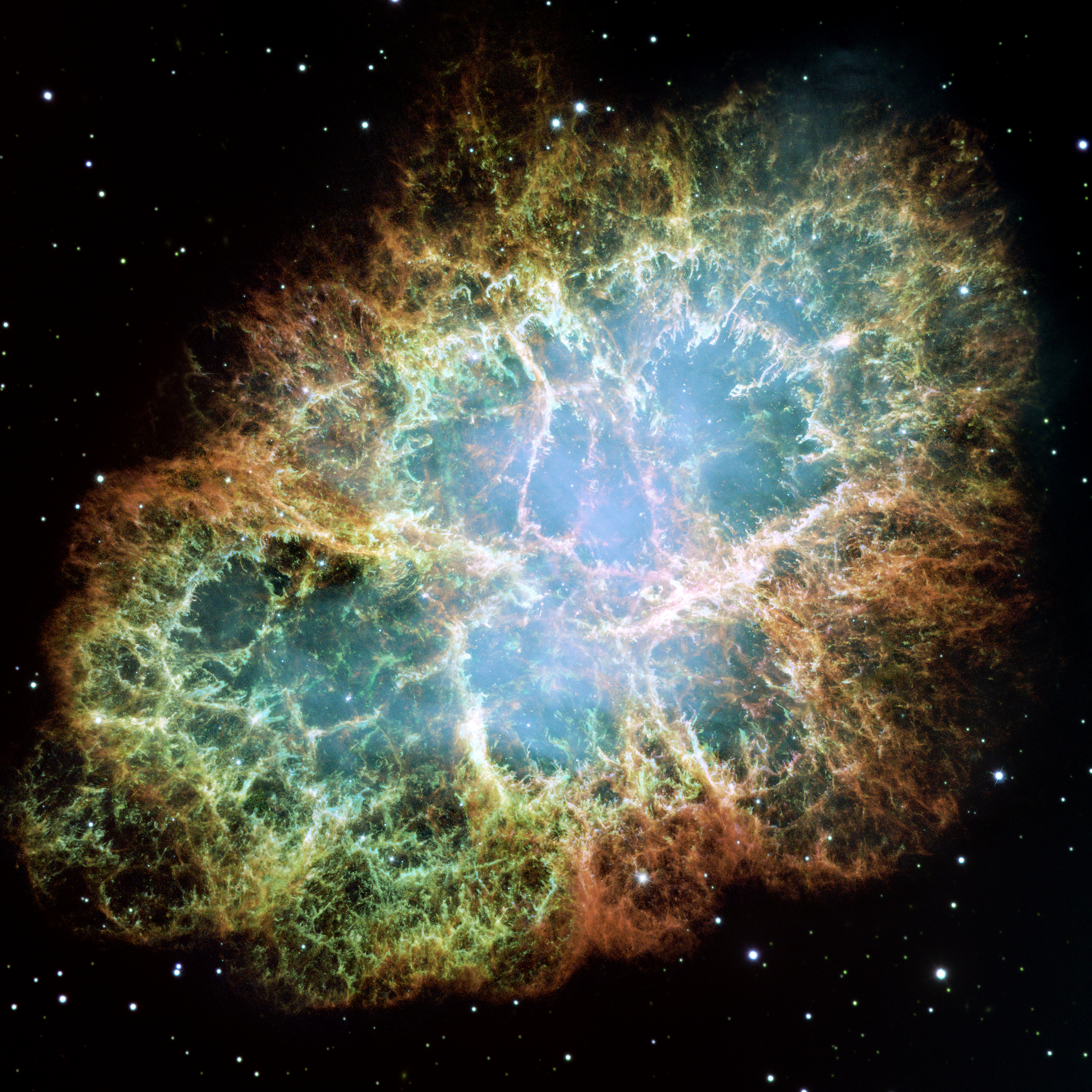
Mgławica Krab – pozostałość po supernowej zaobserwowanej w 1054 roku (zdjęcie wykonane przez Kosmiczny Teleskop Hubble’a; kolor niebieski w części zewnętrznej – atomy tlenu, zielony – jony siarki, czerwony – podwójnie zjonizowany tlen).

Układ okresowy pierwiastków – wersja alternatywna ADOMAH.

Proces „spalania” krzemu (tworzenia jąder żelaza) w jądrach wielkich gwiazd jest bardzo szybki – żelazne jądro powstaje w ciągu sekundy i zaczyna się gwałtownie zapadać; wydzielają się wielkie ilości energii grawitacyjnej (są emitowane neutrina i promieniowanie) i rośnie gęstość, osiągając 1018 kg/m³. W tych warunkach jądra atomów są rozbijane i powstają swobodne neutrony. Fala uderzeniowa gwałtownie rozrywa otoczkę gwiazdy, która tworzy mgławicę, zwaną pozostałością po supernowej (np. Mgławica Kraba). Po odrzuceniu otoczki pozostaje gwiazda neutronowa – obiekt o niezwykłej gęstości materii (gwiazda o promieniu 10 km ma masę zbliżoną do masy Słońca).
W czasie eksplozji supernowej część neutronów przyłącza się do jąder żelaza. Neutrony uwięzione w jądrach o dużej masie stopniowo przekształcają się w protony, emitując elektron i neutrino (stopniowy wzrost liczby atomowej Z). Przebieg takich procesów, jak proces s, proces r, proces p, proces rp ilustruje poniższy przykład (proces r):
{\displaystyle {}_{26}^{56}{\hbox{Fe}}+8\;_{0}^{1}n\to \;{}_{26}^{64}{\hbox{Fe}}}       {\displaystyle _{26}^{64}{\hbox{Fe}}\;{\xrightarrow {\beta ^{-}}}{\xrightarrow {\beta ^{-}}}{\xrightarrow {\beta ^{-}}}{\xrightarrow {\beta ^{-}}}\;_{30}^{64}{\hbox{Zn}}}
czyli
{\displaystyle {}_{26}^{64}{\hbox{Fe}}\;\to \;_{27}^{64}{\hbox{Co}}+e^{-}+{\overline {\nu }}_{e}}
{\displaystyle {}_{27}^{64}{\hbox{Co}}\;\to \;_{28}^{64}{\hbox{Ni}}+e^{-}+{\overline {\nu }}_{e}}
{\displaystyle {}_{28}^{64}{\hbox{Ni}}\;\to \;_{29}^{64}{\hbox{Cu}}+e^{-}+{\overline {\nu }}_{e}}
{\displaystyle {}_{29}^{64}{\hbox{Cu}}\;\to \;_{30}^{64}{\hbox{Zn}}+e^{-}+{\overline {\nu }}_{e}}
W obłokach gazowo-pyłowych, powstających po wybuchach supernowych, tworzą się – z upływem czasu – kolejne dyski akrecyjne i powstają gwiazdy kolejnych populacji. Ze wzrostem metaliczności pozostałości po supernowych rośnie prawdopodobieństwo, że powstaną dyski protoplanetarne i nowa gwiazda będzie centrum układu. Od wielkości supernowej zależy też pierwiastkowy skład planet (zawartość pierwiastków ciężkich). Wśród odkrytych pozasłonecznych układów planetarnych znajdują się takie, w których planety krążą wokół gwiazd neutronowych, np. PSR 1257+12 – centrum pierwszego pozasłonecznego układu planetarnego odkrytego przez Aleksandra Wolszczana. Informacje o odkryciu pierwszego układu planetarnego z gwiazdą podobną do Słońca opublikowano w 1999 roku. W grudniu 2011 roku NASA ogłosiła odkrycie przypominającej Ziemię planety Kepler-22b (2,4 razy większej), obiegającej gwiazdę Kepler-22 podobną do Słońca (nieco mniejszą i chłodniejszą). Jeżeli planeta posiada atmosferę zdolną wytworzyć tzw. efekt cieplarniany, to średnia temperatura na tej planecie może wynosić ok. 22 °C, co pozwala przypuszczać, że istnieją warunki istnienia życia. Opisany układ planetarny znajduje się 600 lat świetlnych od Ziemi.

## Pierwiastki współczesnego Wszechświata
Ocenia się, że w przestrzeni międzygwiazdowej znajduje się średnio 105 atomów w metrze sześciennym. Łączna masa 6 pierwiastków – H, He, C, O, N i Ne stanowi 99% masy, w tym wodór – około 73% i hel – 25%. W tabeli zamieszczono informacje o względnych zawartościach 10 pierwiastków.
| wodór | 40000 | węgiel | 3,5  |
| hel   | 3100  | krzem  | 1    |
| tlen  | 22    | magnez | 0,91 |
| neon  | 8,6   | żelazo | 0,61 |
| azot  | 6,6   | siarka | 0,38 |

Powszechnie stosowanymi metodami badań składu elementów struktury Wszechświata są różne techniki spektroskopowe. Metody te pozwalają określać nie tylko względne zawartości poszczególnych pierwiastków, ale umożliwiają też identyfikację powstających związków chemicznych. Z użyciem Kosmicznego Teleskopu Spitzera, przeznaczonego do badań widm w zakresie podczerwieni, stwierdzono, że np. w młodej mgławicy planetarnej wokół gwiazdy AGB występują fulereny C60 i C70.

## Układ Słoneczny
Układ Słoneczny powstał z pozostałości po supernowej, o charakterystycznej dla tej gwiazdy zawartości poszczególnych pierwiastków. Główną część masy Układu stanowi masa Słońca, więc jego skład procentowy jest podobny do składu całego układu. Przeważają w nim pierwiastki najlżejsze – wodór i hel. Zawartości pierwiastków chemicznych o większych liczbach masowych są wielokrotnie mniejsze. Związek między ich obfitością i liczbą atomową nie został ostatecznie wyjaśniony (np. beryl, lit i bor występują w ilościach znacznie mniejszych od przewidywanych, a żelazo i pierwiastki sąsiednie – wielokrotnie większych. Ilustrują to np. wyniki badań wiatru słonecznego, wykonanych spektrofotometrycznie przez sondę SOHO, wykonującą wieloletnie pomiary w punkcie Lagrange’a.
Planety Układu powstały ze stałych cząstek obłoku w procesie akrecji planetozymali. Przyjmuje się, że ich skład był niemal jednakowy w różnych odległościach od centrum dysku akrecyjnego, w różnych dyskach protopanetarnych, chociaż tworzone są też inne modele. Inspiracją do ich opracowywania stały się m.in. wyniki badań składu Merkurego, który zawiera dużo więcej żelaza niż inne planety Układu. Bywa to wyjaśniane grawitacyjnym sortowaniem materiału w dysku akrecyjnym (zagęszczenie cięższych minerałów w pobliżu Słońca), albo zróżnicowaniem się zawartości żelaza wskutek odparowania lżejszych składników pierwotnego Merkurego.
W przestrzeni międzyplanetarnej, poza cząstkami elementarnymi i jonami pierwiastków, znajdują się pyły i większe obiekty stałe – pozostałości pierwotnego obłoku oraz takie, które powstały później, np. wskutek zderzeń planetazymali. Najdokładniej zbadano próbki zwykłej materii, dostępne na Ziemi. Takimi próbkami są bardzo liczne, od dawna badane meteoryty. Głównymi minerałami meteorytów są: kamacyt α-(Fe, Ni)(4–7%Ni), tenit γ-(Fe, Ni)(30–60% Ni), oliwin (Mg, Fe)2[SiO4], piroksen rombowy (Mg, Fe)2[Si2O6], pigeonit (Mg, Fe, Ca)2[Si2O6], plagioklaz (Ca, Na)[(Al, Si)AlSi2O8], troilit FeS. Klasyfikacja meteorytów wyróżnia m.in. chondryty oliwinowo-bronzytowe (zawierające m.in. pirokseny – krzemiany bardzo rozpowszechnione na Ziemi), meteoryty żelazne (zawierające duże ilości Fe i Ni, podobnie jak jądro Ziemi) lub chondryty, m.in. chondryty węgliste (o dużej zawartości węgla i wody, zawierające również związki organiczne, w tym aminokwasy). Wyniki badań chemicznego składu i struktury meteorytów (zależnej m.in. od temperatury, do której były nagrzewane) służą do weryfikacji modeli powstawania Układu Słonecznego.
Od XX wieku badane są również próbki pyłów, przechwytywanych przez sondy w przestrzeni kosmicznej i dostarczanych do ziemskich laboratoriów. Stosowane są też spektrometry, zainstalowane w teleskopach ziemskich oraz na stacjach i sondach kosmicznych. Dzięki spektrometrom mas, zainstalowanym na sondzie Giotto, stwierdzono, że np. ogony komet Halleya, Hale’a-Boppa i Hyakutake zawierają m.in. kwasy karboksylowe, aminy i amidy oraz wiele innych związków, nazwanych cząsteczkami życia.
Spektakularnym przykładem zastosowania spektrometrii jest użycie Alpha Particle X-ray Spectrometer (APXS), zainstalowanego w Mars Science Laboratory, a wcześniej w łaziku misji Mars Pathfinder, w czasie której wykonano analizy licznych próbek skał i „marsjańskiej gleby” (rok 1997).

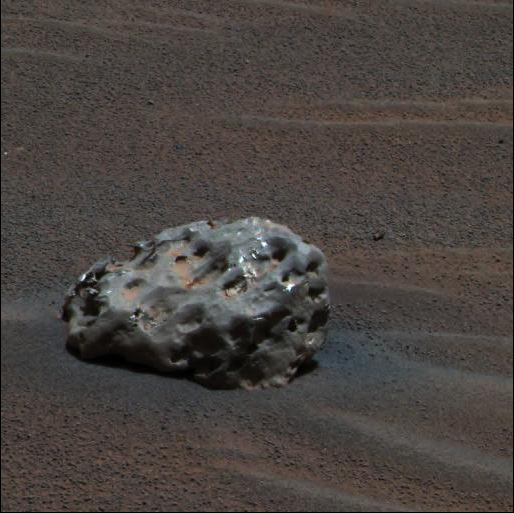
Meteoryt Heat Shield Rock na powierzchni Marsa.

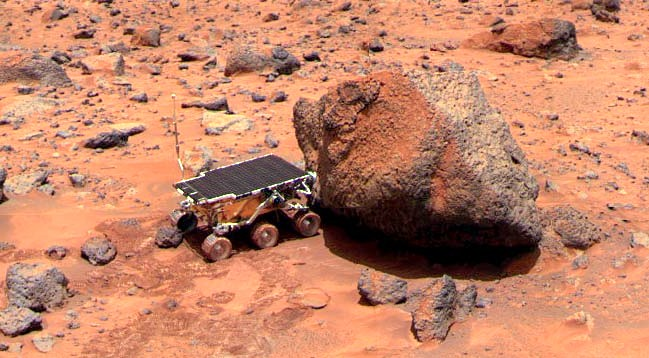
Łazik marsjański Sojourner misji Mars Pathfinder bada skałę Yogi.

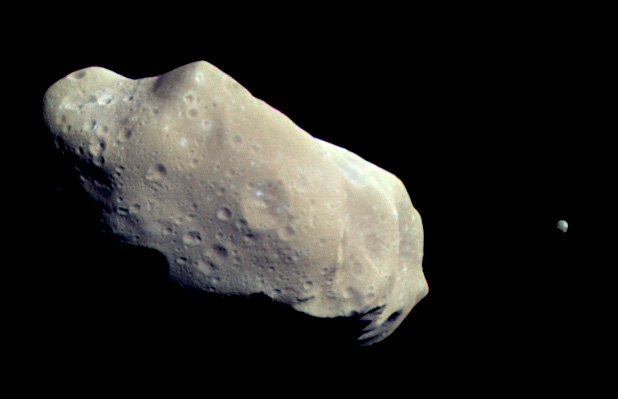
Planetoida Ida i jej księżyc – Daktyl (misja sondy Galileo, 28 sierpnia 1993).

| Pierwiastek | „Gleba” A-2 | „Gleba” A-4 | „Gleba” A-5 | „Barnace Bil” A-3 | „Yogi” A-7 | Skorupa Ziemi |
| tlen        | 42,5        | 43,9        | 43,2        | 45                | 44,6       | 46,6          |
| magnez      | 3,2         | 3,8         | 2,6         | 3,1               | 1,9        | 2,1           |
| sód         | 5,3         | 5,5         | 5,2         | 1,9               | 3,8        | 2,8           |
| glin        | 4,2         | 5,5         | 5,4         | 6,6               | 6          | 8,1           |
| krzem       | 21,6        | 20,2        | 20,5        | 25,7              | 23,8       | 27,7          |
| fosfor      | *           | 1,5         | 1           | 0,9               | 0,9        |               |
| siarka      | 1,7         | 2,5         | 2,2         | 0,9               | 1,7        |               |
| chlor       | *           | 0,6         | 0,6         | 0,5               | 0,6        |               |
| potas       | 0,5         | 0,6         | 0,6         | 1,2               | 0,9        | 2,6           |
| wapń        | 4,5         | 3,4         | 3,8         | 3,3               | 4,2        | 3,6           |
| tytan       | 0,6         | 0,7         | 0,4         | 0,4               | 0,5        |               |
| chrom       | 0,2         | 0,3         | 0,3         | 0,1               | 0          |               |
| żelazo      | 15,2        | 11,2        | 13,2        | 9,9               | 10,7       | 5             |
| nikiel      | *           | *           | 0,1         | *                 | *          |               |

### Wielkie planety gazowe
Jowisz, Saturn, Uran i Neptun powstały w wyniku przechwytywania gazów z wirującego obłoku gazowo-pyłowego przez krzemianowe jądra (po osiągnięciu przez nie wystarczająco dużej masy). Analiza modeli teoretycznych pozwala sądzić, że w przypadku Jowisza jądro, które stanowi ok. 15% jego masy, jest otoczone metalicznym wodorem, a następną warstwę tworzy ciekły wodór cząsteczkowy (grubość rzędu 104 km). Górna gazowa atmosfera, dostępna dla obserwacji, zawiera wodór i hel. Budowa mniejszego Saturna jest prawdopodobnie analogiczna. Uważa się, że łączny skład obu planet jest podobny do składu dysku protoplanetarnego. Masa Urana i Neptuna jest bardzo mała w stosunku do tych olbrzymów – ich skalne jądra nie mogły ściągnąć tak dużych ilości lekkich gazów z dysku, natomiast planety te zawierają również znaczną ilość wody, metanu i amoniaku.

### Planety grupy ziemskiej
Do planet ziemskich zalicza się Merkurego, Wenus, układ Ziemi i Księżyca oraz planetę Mars. Są to obiekty o średniej wielkości, niemal kuliste (lekko spłaszczone), zbudowane przede wszystkim z materiału w fazie stałej, wykazujące aktywność wulkaniczną i tektoniczną lub zachowujące w swojej budowie dowody wcześniejszej takiej aktywności.
| Składnik | Merkury | Wenus | Ziemia | Mars     |
| He       | 42      |       |        |          |
| Ar       |         |       | 0,93   | 1,6      |
| Ne       |         |       | 0,007  | 0,00025  |
| Kr       |         |       | 0,007  | 0,00003  |
| Xe       |         |       | 0,007  | 0,000008 |
| O2       | 15      |       | 21     | 0,13     |
| O3       |         |       | 0,003  | 0,000003 |
| N2       |         | 3     | 78     | 2,7      |
| H2O      |         |       |        | 0,03     |
| C        |         |       |        |          |
| CO       |         |       |        | 0,07     |
| CO2      |         | 96    | 0,03   | 95,32    |

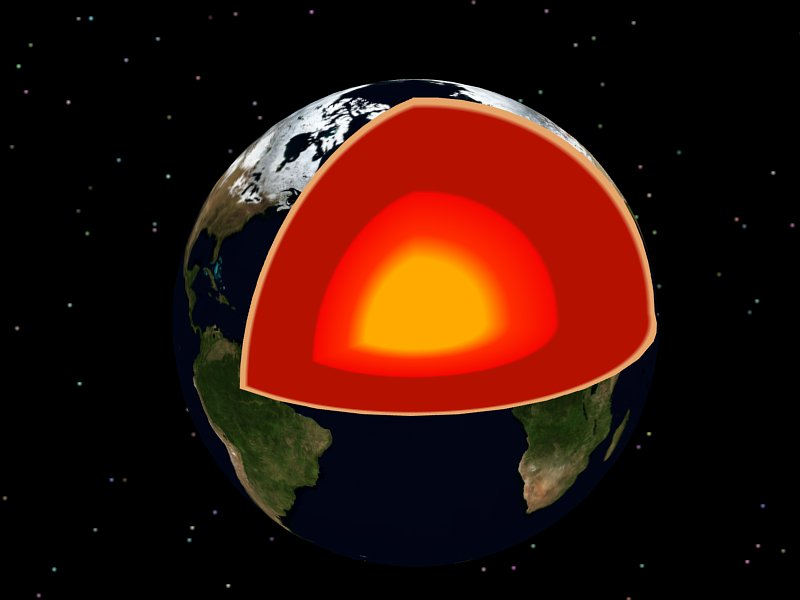
Budowa Ziemi – jądro Ziemi, płaszcz i skorupa

Powstały w procesach akrecji planetozymali i stałych cząstek obłoku pyłowo-gazowego. Po ich częściowym lub całkowitym stopieniu, pod wpływem ciepła zderzeń, dochodziło do rozdzielania składników o różnych ciężarach właściwych – dyferencjacji magmowej (w tym procesie wydzielały się dodatkowe ilości ciepła).
Długotrwałe zachowanie płynnej lub częściowo płynnej (plastycznej) postaci części warstw umożliwia konwekcję, która jest przyczyną ruchu płyt tektonicznych litosfery i związanych z tym zjawisk, np. wulkanizmu, aktywności orogenicznej i sejsmiczności. Długość okresu aktywnej tektoniki (czas stygnięcia) był różny na poszczególnych planetach. Obecnie tektonika płyt występuje tylko na Ziemi, ale w przeszłości mogła występować także na Marsie i Wenus. Czas ten zależał m.in. od wielkości planety (stąd – ilości ciepła, zgromadzonego w czasie akrecji i radioaktywnych izotopów w materii skalnej), odległości od Słońca i dostępności innych źródeł energii (zwłaszcza pływów). Poza Ziemią bardzo wysoką aktywność wulkaniczną zachowała np. Io – mały satelita Jowisza (promień podobny do promienia Księżyca), bardzo odległy od Słońca, lecz nieustannie rozgrzewany wskutek grawitacyjnego oddziaływania Jowisza i jego innych satelitów.
Od wielkości planet w młodym Układzie Słonecznym oraz od ich położenia względem Słońca zależy również przebieg procesu uwalniania gazów w czasie stapiania zderzających się planetozymali oraz wychwytywania gazów z otoczenia – planety duże utrzymywały więcej gazów siłami grawitacji, a atmosfera planet położonych bliżej Słońca była intensywniej zrywana przez wiatr słoneczny. Skład pierwotnych atmosfer gazowych i ich grubość ulegała następnie stopniowym zmianom, decydującym o klimacie, co jest wciąż przedmiotem badań.

## Ziemia
Ziemia powstała z dysku planetarnego, który zawierał m.in. 27,1–31,4% O, 29,3–39,3% Fe, 14,3–17,4% Si, 8,7–15,9% Mg, 1,1–2,5% Ca, 1,7–3,2% Ni, 0,6–4,7% S, 1,1–1,8% Al, 0,08–0,9% Na. Budowa planety ukształtowała się w czasie ewolucji, która trwała 4,5 mld lat. Współczesne geosfery wyodrębniono na podstawie zawartości Ni, Fe, Cr, Si, Al i Mg (i odpowiednich minerałów):
- Jądro (Nife) zawiera głównie Ni i Fe (poza tym Si, S, O), ma gęstość 10,7 g/cm³ i stanowi 31,5% masy globu. Część wewnętrzna jest stała, część zewnętrzna ciekła.
- Płaszcz ziemski o średniej gęstości 4,5 g/cm³ stanowi 68,0% masy. Składa się z płaszcza dolnego i górnego – warstw nazywanych dawniej Nifesima (główne pierwiastki: Ni, Fe, Si i Mg) i Crofesima (główne pierwiastki: Cr, Fe, Si i Mg).
- Skorupa ziemska ma gęstość 2,7 g/cm³ i stanowi 0,5% masy. Skorupa kontynentalna i subkontynentalna (Sial, główne pierwiastki: Si i Al) jest zbudowana ze skał magmowych, osadowych i metamorficznych). Stanowi 78,6% masy skorupy. Reszta (21,4%) to skorupa oceaniczna (Sima, główne pierwiastki: Si i Mg, warstwa bazaltowa i osady morskie).
- Hydrosfera (gęstość 1,03 g/cm³) i atmosfera stanowią odpowiednio ok. 0,024% i 0,0001% masy globu.

| Izotop | Rodzaj przemiany | Okres połowicznego rozpadu (lat) | Produkt |
| 107 Pd | rozpad β−        | 7·106                            | 107Ag   |
| 182Hf  | rozpad β−        | 9·106                            | 182W    |
| 247Cm  | rozpad α         | 1,6·107                          | 235U    |
| 129J   | rozpad β−        | 1,7·107                          | 129Xe   |
| 205Pb  | wychwyt K        | 3·107                            | 205Tl   |
| 146Sm  | rozpad α         | 7·107                            | 142Nd   |
| 244Pu  | rozpad α, RS     | 7,6·107                          | 232Th   |

| Symbol | SKg  | SK   | SO   | Ogółem |
| O      | 47,2 | 46,9 | 44,9 | 45,4   |
| Si     | 29,6 | 27,9 | 22,6 | 25,9   |
| Al     | 8,2  | 7,9  | 7,9  | 7,9    |
| Fe     | 4,3  | 6,1  | 7,6  | 6,3    |
| Mg     | 1,8  | 2,9  | 4,6  | 3,2    |
| Ca     | 2,7  | 5    | 8,5  | 5,7    |
| Na     | 2.0  | 1,8  | 1,8  | 1,8    |
| K      | 2.4  | 1,7  | 0,3  | 1,3    |
| Ti     | 0,3  | 0,4  | 0,8  | 0,5    |

Poza wymienionymi pierwiastkami oraz innymi, obecnie występującymi w próbkach ziemskich skał, pierwotna Ziemia zawierała prawdopodobnie pierwiastki o większych liczbach atomowych, które uległy już samorzutnemu rozkładowi. W szczególnych sytuacjach dochodziło do reakcji łańcuchowych (np. naturalny reaktor jądrowy w Oklo w Gabonie). Spośród do dzisiaj rozpowszechnionych materiałów rozszczepialnych najczęściej opisywany jest uran-235 (T1/2 = 7,1·108 lat), występujący w licznych minerałach (np. uraninit, karnotyl, autunit, tobernit i kurit), stosowany do produkcji paliwa jądrowego. Brana jest pod uwagę możliwość wykorzystania w energetyce innych materiałów paliworodnych, np. zawierających tor.
Dynamika Ziemi
Łączne zawartości pierwiastków wchodzących w skład Ziemi praktycznie nie ulegają zmianom (udział procesów rozszczepienia jąder, które zachodzą w warunkach naturalnych i prowadzonych w reaktorach jądrowych jest minimalny), losy ziemskich pierwiastków są jednak złożone. Od chwili powstania globu uczestniczą one w nieustannym obiegu, związanym z przebiegiem procesów geologicznych, a od chwili powstania pierwszych organizmów żywych – również procesów metabolicznych (trwanie cykli reakcji biochemicznych).
W ramach geologii stworzono modele powstawania pierwszych kratonów, a następnie kontynentów. Wyjaśniono zagadnienia związane z wędrówką kontynentów, m.in. mechanizmy spreadingu i subdukcji, orogenezy i wulkanizmu, w tym różnice między składem i wiekiem płyty kontynentalnej i oceanicznej. Badania składu magmy wydobywającej się na powierzchnię w czasie erupcji wulkanów, m.in. lawy powstającej w dolinach ryftowych, umożliwiły poznanie składu płaszcza ziemskiego. Próbek magmy pochodzącej z głębszych warstw (z granicy między jądrem i dolnym płaszczem) dostarczają wulkany, powstające wskutek istnienia pióropuszy lawy nad tzw. plamami gorąca. Najczęściej podawanym przykładem jest pióropusz leżący nad plamą gorąca pod płytą pacyficzną, którego niemal niezmienne położenie pod przesuwającą się płytą wyjaśnia mechanizm powstawania kolejnych wysp łańcucha Archipelagu Hawajskiego (zob. Grzbiet Hawajski i nieciągłość Gutenberga).
Pierwiastki Ziemi uczestniczą również w cyklu skalnym – zamkniętym obiegu składników chemicznych, związanym z powstawaniem skał magmowych, ich wietrzeniem (po wydźwignięciu na powierzchnię, np. powstaniu wyspy wulkanicznej), a następnie powstawanie skał osadowych, ulegających z biegiem czasu kolejnym przemianom – metamorfizmowi i ponownemu stapianiu. Ważnym czynnikiem cyklu skalnego, poza tektoniką płyt, jest oddziaływanie atmosfery i hydrosfery (czynniki klimatyczne).

### Wpływ życia na obieg pierwiastków na Ziemi
Od chwili powstania pierwszych organizmów żywych uczestniczą również w cyklach reakcji biochemicznych. Powstanie pierwszych autotrofów, a zwłaszcza fotosyntetyzujących sinic (zob. archaik), spowodowało zmiany składu hydrosfery i atmosfery – zwiększenie zawartości tlenu w oceanach i powietrzu. Nie zaobserwowano podobnych zmian na innych planetach Układu Słonecznego – mimo podobieństwa składu mineralnego i obecności wody (również w fazie ciekłej, okresowo lub stale, zob. np. Europa).
W wyniku dalszego rozwoju życia na Ziemi powstawały kolejne, coraz bardziej złożone szlaki przepływu pierwiastków, biorących bezpośredni lub pośredni udział w procesach życiowych. Dotyczy to procesów zachodzących w różnej skali:
- procesów metabolicznych (np. szlaki i cykle metaboliczne) na poziomie pojedynczych komórek oraz ukierunkowanego transferu materii pomiędzy komórkami różnych mikroorganizmów i wewnątrz powstałych organizmów wielokomórkowych[55][56]
- cykli metabolicznych, zachodzących w skali biosfery[57]

Wewnątrz organizmów żywych następuje koncentracja węgla, azotu, siarki i innych pierwiastków. Przenoszone są one pomiędzy organizmami w wyniku istnienia sieci troficznych, które składają się na poszczególne ekosystemy i całą biosferę, tworząc globalne cykle biogeochemiczne (np. cykle obiegu węgla, azotu, siarki, fosforu, ulegające zmianom w kolejnych etapach historii Ziemi).
Systematyczny i długotrwały przepływ i gromadzenie się pewnych pierwiastków na danym obszarze doprowadziły do utworzenia niektórych złóż surowców naturalnych, np. pokładów rud żelaza z czasów powstawania atmosfery tlenowej, pokładów węgla kamiennego z okresu karbonu lub złóż siarki w osadach z miocenu-tortonu, powstałych w wyniku biologicznej redukcji siarczanu wapnia. Eksploatacja tych złóż oraz inne obszary działalności mogą zmieniać naturalne szlaki globalnego metabolizmu (przewidywalność skutków tych działań jest ograniczona).
Radykalnie odróżnia to obieg pierwiastków ziemskich od obiegów na innych planetach Układu Słonecznego. Tylko na Ziemi jednym z istotnych czynników globalnego obiegu pierwiastków jest życie, istniejące dzięki nieustannemu dopływowi energii promieniowania słonecznego (lokalne zmniejszenie się entropii następuje wskutek jej wzrostu poza układem termodynamicznym, jakim jest Ziemia, zob. m.in. negentropia, Ilya Prigogine i interpretacja strzałki czasu).